# Gourbeyre
Gourbeyre är en kommun i det franska utomeuropeiska departementet Guadeloupe i Västindien. År 2022 hade kommunen 7 378 invånare.

## Befolkningsutveckling
Antalet invånare i kommunen Gourbeyre
| Referens: INSEE |